# Saison 1985-1986 du Boucau stade
 (août 2010).
Cette page présente la saison 1985-1986 du Boucau Tarnos stade en championnat de France de rugby à XV de 1re division groupe A.

## Transferts
| Joueur             | Poste                       | Destination                 |
| Jacques Sallaberry | talonneur ou pilier         | St Palais                   |
| Lucien Lartigue    | centre ou ailier ou arrière | retour à l'Aviron bayonnais |

| Joueur              | Poste                                | Destination                       |
| Jean-Luc Fabre      | 2e ligne                             | retour de l'Aviron bayonnais      |
| Franck Lopez        | 3e ligne                             | retour de l'Aviron bayonnais      |
| Patrick Hauret-Clos | ailier ou arrière                    | Monein                            |
| Bruno Pinaqui       | demi d'ouverture ou centre et buteur | Saint-Jean-de-Luz olympique rugby |

## La saison
- Poule : US Romans, Stade montois, RC Narbonne, Stade toulousain, AS Béziers, Stade bagnérais, Sporting club graulhetois, Lombez-Samatan & CA Brive.

Comme en 1984, le début de saison est catastrophique. Toulouse et Bagnères viennent gagner à Pique... Et malgré une victoire à Bagnères le BS ne se qualifie pas. Pire, la FFR change en cours de saison la formule du championnat à la suite du Fiasco du « Loto sportif » consacré au Rugby, ce qui aura pour conséquence de voir le BS ne pas jouer dans les poules d'« Elite ».
Aussi, à la fin de cette saison Jean Condom (2e ligne international) signera à Biarritz et Didier Pouyau (ouvreur de talent) au RCF. Le BS ne le sais pas encore mais c'est le « début de la fin ». Ses meilleurs joueurs vont, saison après saison, partir dans des clubs dit « prestigieux » pour le plus souvent ne décrocher que des places de remplaçants.
Lors de cette saison 1986, plusieurs matchs enchanteront le public Boucalais : Romans, Brive (un match à fort suspens face à l'une de ses bêtes noires), Lombez-Samatan, mais surtout Mont de Marsan ou Narbonne (qui encaissa 5 essais).[réf. nécessaire]
À noter que le dernier match de la saison sera joué à l'Intercommunal à Tarnos qui devient le stade officiel du BS. La réception de Béziers se soldera par une défaite 15 à 19. Les plus anciens supporters et sociétaires du BS, très attaché à Piquessary, « boudèrent » ce match.
Le BS termine à la 30e place nationale.
| Adversaires    | Résultats Domicile | Résultats Extérieur |
| Romans         | Gagné 21 à 3       | Perdu 15 à 3        |
| Mont de Marsan | Gagné 25 à 21      | Perdu 9 à 6         |
| Narbonne       | Gagné 22 à 7       | Perdu 43 à 3        |
| Graulhet       | Gagné 18 à 4       | Perdu 30 à 6        |
| Bagnères       | Perdu 3 à 6        | Gagné 3 à 9         |
| Toulouse       | Perdu 9 à 11       | Perdu 25 à 0        |
| Lombez-Samatan | Gagné 44 à 19      | Perdu 13 à 9        |
| Béziers        | Perdu 15 à 19      | Perdu 22 à 3        |
| Brive          | Gagné 13 à 9       | Perdu 46 à 30       |

## Meilleurs marqueurs de points et d'essais
| classement | Joueur | Points |
| 1          | Bernard Lassalle | 53     |
| 2          | Didier Pouyau | 39     |
| 3          | Jean-Michel Labat | 30     |
| 4          | Denis Lesca | 26     |
| 5          | Bernard Lapébie & Lefeuvre                                                                                                   | 12     |
| 7          | Bruno Pinaqui | 10     |
| 8          | Christophe Lambert & Jacques Fanen                                                                                           | 8      |
| 10         | Yves Condom, Jean Condom, Jean-Luc Fabre, Jean Peytavin, Gilles Larrieste, Jean-Michel Yanci, Michel Lassalle & Serge Pascal | 4      |

| classement | Joueur | Essais |
| 1          | jean-Michel Labat | 6      |
| 2          | Didier Pouyau | 4      |
| 3          | Bernard Lapébie & Lefeuvre                                                                                                   | 2      |
| 5          | Yves Condom, Jean Condom, Jean-Luc Fabre, Jean Peytavin, Gilles Larrieste, Jean-Michel Yanci, Michel Lassalle & Serge Pascal | 1      |

## Effectif
| Rang | Nom                       | Poste                | parcours                   |
| 1    | Henry Gaye                | Pilier               | formé au club              |
| 2    | Jean-Michel Yanci         | Pilier               | formé au club              |
| 3    | Jean-Pierre Corréa        | Pilier               | formé au club              |
| 4    | Patrick Errecart          | Pilier               | formé au club              |
| 5    | Franck Lopez              | 3e ligne             | formé au club puis Bayonne |
| 6    | Serge Pascal              | Talonneur            | formé au club              |
| 7    | Jean Condom               | 2e ligne             | formé au club              |
| 8    | Jean-Luc Fabre            | 2e ligne             | formé au club puis Bayonne |
| 9    | Michel Lassalle           | 3e ligne             | formé au club              |
| 10   | Yves Condom               | 3e ligne             | formé au club              |
| 11   | Lambert                   | 3e ligne aile        | formé au club              |
| 12   | Erdocio                   | 3e ligne             | Biarritz                   |
| 13   | Christian Barragué        | 3e ligne ou 2e ligne | Bayonne                    |
| 14   | Gérard Novion             | 3e ligne aile        | formé au club              |
| 15   | Lefevre                   | 3e ligne aile        | BEC                        |
| 16   | Jean-Baptiste Saldubéhère | 3e ligne aile        | Garazi                     |
| 17   | Fortabat                  | Demi de mêlée        | formé au club              |

| Rang | Nom                 | Période                    | Parcours       |
| 18   | Jean-Michel Labat   | Demi de mêlée              | formé au club  |
| 19   | Bruno Pinaqui       | Ouvreur                    | St Jean de Luz |
| 20   | Didier Pouyau       | Ouvreur                    | formé au club  |
| 21   | Bernard Lassalle    | Ouvreur                    | formé au club  |
| 22   | Jacques Fanen       | Ouvreur ou centre          | formé au club  |
| 23   | frédéric Crouzat    | Ailier, ouvreur ou arrière | Bayonne        |
| 24   | Didier Pouy         | Ailier                     | formé au club  |
| 25   | Bernard Lapébie     | Centre                     | formé au club  |
| 26   | Jean Peytavin       | Ailier                     | formé au club  |
| 27   | Patrick Hauret-Clos | Ailier                     | Monein         |
| 28   | Majesté             | Centre                     | formé au club  |
| 29   | Denis Lesca         | Ailier ou arrière          | formé au club  |
| 30   | Gilles Larrieste    | Arrière ou ailier          | A.S.Bayonne    |
| 31   | Cano                | 3e ligne                   | formé au club  |
| 32   | Petriat             | Ailier                     | formé au club  |
| 33   | Dartigoueyte        | Centre                     | formé au club  |